# Hochberg (Bayerischer Wald, Sankt Englmar)
Der Hochberg ist ein 1025 m ü. NHN hoher Berg im Bayerischen Wald östlich von Sankt Englmar.
Er liegt im Naturpark Bayerischer Wald in einem dicht bewaldeten Gebiet. Der Gipfelbereich liegt aktuell in einer Lichtung.
Nächste benachbarte Berge sind nordwestlich der Predigtstuhl (1024 m) und südlich der Knogl (1056 m).